# Alan Cox (attore)
Alan Douglas Cox (Westminster, 6 agosto 1970) è un attore britannico.

## Biografia
Nato a Westminster, figlio del celebre attore Brian Cox e dell'attrice Caroline Burt. Ha studiato alla St Paul's School di Londra.
Nel 1982 interpreta il giovane John Mortimer nell'adattamento televisivo dell'opera teatrale A Voyage Round My Father, al fianco di Laurence Olivier. È noto principalmente per il ruolo del Dottor Watson nel film del 1985 Piramide di paura. Altri crediti noti includono Un'avventura terribilmente complicata, Mrs. Dalloway e The Auteur Theory. Nel 2011, prende parte alla commedia indipendente Act Naturally.

## Filmografia parziale

### Cinema
- Piramide di paura (Young Sherlock Holmes), regia di Barry Levinson (1985)
- Un'avventura terribilmente complicata (An Awfully Big Adventure), regia di Mike Newell (1995)
- Mrs. Dalloway, regia di Marleen Gorris (1997)
- Ladies in Lavender, regia di Charles Dance (2004)
- Land Shark - Rischio a Wall Street (August), regia di Austin Chick (2008)
- Lo schiaccianoci (The Nutcracker in 3D), regia di Andrej Končalovskij (2010) – voce
- Il dittatore (The Dictator), regia di Larry Charles (2012)

### Televisione
- Eddie Shoestring, detective privato (Shoestring) – serie TV, un episodio (1980)
- Jane Eyre – serie TV, un episodio (1983)
- Casualty – serie TV, un episodio (1990)
- Metropolitan Police – serie TV, 3 episodi (1991-2009)
- Le avventure del giovane Indiana Jones (The Young Indiana Jones Chronicles) – serie TV, un episodio (1992)
- Sbirri da sballo (The Thin Blue Line) – serie TV, un episodio (1996)
- L'Odissea (The Odyssey) – serie TV, 2 episodi (1997)
- L'ispettore Barnaby (Midsomer Murders) – serie TV, episodio 7x05 (2004)
- M.I. High - Scuola di spie (M.I. High) – serie TV, un episodio (2008)
- John Adams – serie TV, un episodio (2008)
- The Good Wife – serie TV, un episodio (2014)
- New Amsterdam – serie TV, un episodio (2021)

## Doppiatori italiani
Nelle versioni in italiano delle opere in cui ha recitato, Alan Cox è stato doppiato da:
- Luca Lionello in Mrs. Dalloway
- Massimiliano Manfredi in Piramide di paura
- Toni Garrani in Magic Mike - The Last Dance